# Глацмайер, Геральд
Ге́ральд Глацма́йер (нем. Gerald Glatzmayer; 14 декабря 1968, Вена, Австрия — 11 января 2001, около Швехата, Австрия) — австрийский футболист.

## Карьера

### Клубная
Глацмайер начинал свою карьеру в 1985 году на позиции полузащитника, выступая за «Аустрию» из Вены. В её составе выиграл чемпионат и Кубок Австрии 1986 года. В межсезонье перед началом чемпионата Австрии 1987/88 перешёл в клуб «Виенна», затем играл в разных командах из Бундеслиги: «Адмира/Ваккер», «Фаворитен» и «Санкт-Пёльтен». В 1990-е выступал также за клубы «Швехат», «Парнсдорф 1919» и «Геллерсдорф».

### В сборной
За сборную Австрии провёл 6 игр, забил только один мяч. Выступал на чемпионате мира 1990 года, где сборная Австрии не смогла преодолеть групповой этап.

## Смерть
Погиб в автокатастрофе 11 января 2001 года около Швехата.

## Достижения
- Чемпион Австрии: 1986
- Обладатель Кубка Австрии: 1986